# Lathys mussooriensis
Lathys mussooriensis là một loài nhện trong họ Dictynidae.
Loài này thuộc chi Lathys. Lathys mussooriensis được Biswamoy Biswas & R. Roy miêu tả năm 2008.